# Escudo de Valdecaballeros
El escudo de Valdecaballeros (Badajoz) se adoptó el 20 de febrero de 1992, mediante la Orden de 10 de febrero de 1992, por la que se aprueba el Escudo Heráldico y Bandera Municipal, para el Ayuntamiento de Valdecaballeros. 
Dicha Orden describe la composición heráldica del escudo de la siguiente forma:

Escudo mantelado. Primero, de plata, cruz, de gules. Segundo, de oro, torre de piedra de la que salen dos bueyes de su color. Entado, de sinople, cabeza de jabalí de su color. Al timbre, Corona Real cerrada.